# あしなが育英会
一般財団法人あしなが育英会（あしながいくえいかい、英: Ashinaga Foundation）は、東京都千代田区平河町に本部を置き、さまざまな国内外の遺児を支援している非政府組織(NGO)。交通遺児の“恩返し”活動によって発足した団体であるが、公益財団法人交通遺児育英会とは別の組織である。
設立以来任意団体として活動していたが、2019年4月に一般財団法人に移行した。法律上、収支の公開は義務付けられておらず（公開はされている）、また、同会への寄付は所得税法上の寄附金控除の対象とはなっていない。

## 概要
- 1993年 発足（母体である「災害遺児の高校進学を進める会」は1984年発足）
- 代表者: 村田治（会長）[3]

### 由来
名称は、アメリカの小説家ジーン・ウェブスターが1912年に発表した小説『あしながおじさん』(Daddy-Long-Legs) にちなむ。交通遺児による“恩返し”活動からスタートしたが、奨学金の支援対象は病気・災害（道路における交通事故を除く）・自死（自殺）などで親を亡くした遺児や、それらが原因で親が重度の障害を負った家庭の子どもである。

### 沿革
- 1984年 - 「災害遺児の高校進学をすすめる会」が発足。
- 1988年 - 「災害遺児の高校進学をすすめる会」が奨学金制度を設立。
- 1992年 - 「病気遺児の高校進学を支援する会」が発足。
- 1993年 - 「災害遺児の高校進学をすすめる会」と「病気遺児の高校進学を支援する会」が合併し「あしなが育英会」となる。
- 1995年 - 阪神・淡路大震災発生。ローラー調査を行い、573人の震災遺児を確認。
- 1999年 - 阪神・淡路大震災遺児の心のケア施設「神戸レインボーハウス」（神戸市東灘区）竣工。学生寮「虹の心塾」を併設。
- 2000年 - 第1回国際的な遺児の連帯をすすめる交流会を開催。
- 2001年 - 天皇・皇后が神戸レインボーハウスを訪問。
- 2002年 - ウガンダに国際NGO「あしながウガンダ」を設立。エイズ遺児への教育支援を開始。
- 2006年 - 東京都日野市に学生寮と全国の遺児の心のケアセンター「あしなが心塾レインボーハウス」竣工。
- 2010年 - ACジャパンでの広告キャンペーン開始（2010年～2014年、2022年～）。
- 2011年 - 東日本大震災発生。2082人の震災遺児を確認し、「特別一時金」を給付。仙台市に東北事務所を開設し、現地での心のケアをスタート。
- 2014年 - 仙台、石巻、陸前高田にレインボーハウスが竣工。
- 2018年 - 給付型奨学金制度を開始。
- 2019年 - 一般財団法人に法人化。

### 拠点
- 本部：〒102-8639 東京都千代田区平河町2-7-5 砂防会館4階
- 神戸レインボーハウス・虹の心塾：〒658-0012 兵庫県神戸市東灘区本庄町1-7-3
- あしなが心塾レインボーハウス：〒191-0033 東京都日野市百草892-1
- 仙台レインボーハウス（東北事務所）：〒980-0022　宮城県仙台市青葉区五橋2-1-15
- 石巻レインボーハウス：〒986-0815　宮城県石巻市中里2-2-3
- 陸前高田レインボーハウス：〒029-2205　岩手県陸前高田市高田町字鳴石112-7

### 支援者・支援団体
- 平松愛理 - シンガーソングライター。毎年あしなが育英会「レインボーハウス」に寄付を続けている。
- 紺野美沙子 - 女優。あしながDVDナレーション支援。あしながさん。
- 本田圭佑 - プロサッカー選手。ウガンダレインボーハウスを訪問[4]。
- 西川きよし - お笑いタレント。30年以上にわたり、あしなが学生募金にゲスト参加[5]。
- ゴールドマンサックス証券 - あしなが育英会の公式サイトの英語版を、社員のボランティアで作成した。
- モルガン・スタンレー - 寄付、奨学生のための英語のワークショップ、社員のPウォーク参加など。無償であしなが育英会の団体紹介アニメーションを作成、自社のパブリックサイトに掲載 http://www.morganstanley.com/followthemoney/#/ashinaga。
- 明治安田生命 - 全社共通の社会貢献活動として「あしながチャリティー＆ウォーク」を開催[6]。
- THEカラオケ★バトル - テレビ東京系番組。あしながチャリティーソング「Thank you for the song」をリリース[7]。
- 阪神タイガース - 星野仙一監督（当時）の発案で、2002年のシーズン全試合、ヘルメットに同会のロゴステッカーを貼り戦った。
- 桧山進次郎 - 毎年シーズンオフに、神戸レインボーハウスを訪問し、遺児と交流。

## 活動内容
あしなが育英会は、「あしながさん」と呼ばれる「奨学金を継続的に送金する支援者」を随時募集している。先述の『あしながおじさん』からイメージを拝借したもので、“どこかの誰かが、どこかの遺児に毎月いくらかのお金を、育英会を通じて贈る”という奨学金制度である。遺児救済「あしなが運動」によって、これまでに11万人を超える遺児が、「あしながさん」の支援により高校、大学に進学している。
また、あしなが育英会は、奨学金育英事業団体としての活動だけでなく、継続的な心のケアを支援の柱として重要視しており、継続的な心のケアを行う施設として1999年、神戸市東灘区に「神戸レインボーハウス（虹の家）」、2006年には東京都日野市に「あしながレインボーハウス」を建設した。両施設では心のケア活動だけでなく、ケアの手助けをするボランティア「ファシリテーター」の養成もおこなっている。また、両施設には、遺児進学のための学生寮「虹の心塾」・「あしなが心塾」も併設されており、経済的な面でも支援している。レインボーハウスはウガンダにもあり、現地の遺児達の心のケアと教育支援（寺子屋教育）を行っている。
毎年夏頃、主に奨学金貸与者を対象としたキャンプ「つどい」をおこなっている。対象は高校生（高校奨学生のつどい）と大学・専門学校の1年生（西湖のつどい）で、数日間遺児同士が班ごとに分かれ、オリエンテーションや寸劇をしたり、自分自身の過去や未来について考えたり、近年では、ITと呼ばれる世界有名大学からのインターン生や日本に留学している留学生との国際的な交流したりするプログラムも実施されている。「西湖のつどい」では、以前つどいに参加した大学2年以上の学生らが“お兄さん・お姉さん”役として、「高校奨学生のつどい」には、大学・専門学校の1年生らがサポートする。かつては、80年代半ば頃、九州ブロックでも阿蘇でキャンプをしたり、2005年から2007年までの3年間は、毎年「つどい」に海外の遺児約100人を招き交流した。
さらに、2011年（平成23年）3月11日に発生した東日本大震災で保護者が死亡、あるいは行方不明になった新生児から大学院生(専門学校も含む)までの遺児、及び孤児2,075人に使途自由・返済義務のない特別一時金として一律282万1964円を支給すると共に、神戸、東京、ウガンダに次ぐ、親を亡くした子供たちのための心のケア施設「仙台レインボーハウス」、「石巻レインボーハウス」、「陸前高田レインボーハウス」を2014年に建設した。
2018年4月からは、返還の義務がない給付型奨学金制度を新設し、高校生に月2万円、専門・大学生に月3万円、大学院生に月4万円を貸与型奨学金に上乗せして給付している。

## 奨学金
親が病気や災害(道路上の交通事故をのぞく)または自死(自殺)などで死亡、あるいは親が著しい障害を負っている家庭の子どもが対象である。
※著しい障害とは、次の障害認定を受けている場合をいう。
障害者福祉法、国民年金法、厚生年金保険法施行令、精神保健及び精神障害者福祉に関する法律、労働者災害補償保険法施行規則に定める第1級から第5級。
| 奨学金                 | 月額                           | 月額                                |
| ---------------------- | ------------------------------ | ----------------------------------- |
| 高等学校・高等専門学校 | 国公立                         | 45,000円(内貸与2万5千円・給付2万円) |
| 高等学校・高等専門学校 | 私立                           | 50,000円(内貸与3万円・給付2万円)    |
| 大学・短期大学         | 一般                           | 70,000円(内貸与4万円・給付3万円)    |
| 大学・短期大学         | 特別                           | 80,000円(内貸与5万円・給付3万円)    |
| 専修・各種学校         | 7万円(内貸与4万円・給付3万円)  | 7万円(内貸与4万円・給付3万円)       |
| 大学院                 | 12万円(内貸与8万円・給付4万円) | 12万円(内貸与8万円・給付4万円)      |

| 入学一時金                       | 入学一時金                       | 貸与額                 | 貸与額                 |
| -------------------------------- | -------------------------------- | ---------------------- | ---------------------- |
| 私立学校入学一時金               | 私立学校入学一時金               | 高校30万円・大学40万円 | 高校30万円・大学40万円 |
| 進学仕度一時金（高校奨学生対象） | 進学仕度一時金（高校奨学生対象） | 40万円                 | 40万円                 |

## あしなが学生募金
あしなが育英会から奨学金を受けている遺児学生によって組織される「あしなが学生募金事務局」によって実施される募金活動。募金のスタイルとしては、“手を振って応える足の長い紳士の後ろ姿”のイラストを描いた旗と募金箱を持ち、学生が街頭で“遺児の進学支援のための募金を訴える”ことで知られている。
街頭募金は毎年4月と10月に実施され、同事務局の学生とボランティアが募金を呼びかける。この募金で集まった寄付金は、遺児の奨学金として、全額あしなが育英会に寄付されている。

### 歴史
学生による街頭募金が始まったのは1970年、秋田大学の春の大学祭からで、当時は交通事故の遺児救済の募金であった。その秋田大学の有志が、全国の大学クラブに呼びかけ、組織が拡大。1970年10月に「第1回全国学生交通遺児育英募金」が実施された。当初は交通事故問題に関心を持っていた大学自動車部が中心となっての活動であったが、1983年に遺児に事務局が引き継がれた。
1987年に災害遺児、1990年に病気遺児、2016年にアフリカの遺児へと支援対象が広げられ、1990年には名称も「あしなが学生募金」に変更された。

### 沿革
- 1970年　秋田大学学園祭で、同祭実行委員会の呼びかけで39大学が参加しての交通遺児を支援する募金がおこなわれる。
- 1970年　全国学生交通遺児育英募金事務局発足。全日本学生自動車連盟が事務局を担う。第1回全国学生交通遺児育英募金実施。以来、毎年4月と10月に実施。
- 1980年　1回での募金額が、初めて1億円を突破する。
- 1983年　大学奨学生が、自動車連盟から事務局を継承。
- 1987年　災害遺児に支援対象を広げる。
- 1990年　病気遺児に支援対象を広げる。団体名を「あしなが学生募金事務局」に、募金名を「あしなが学生募金」に改称。
- 1995年　阪神淡路大震災発生。震災遺児を支援する募金活動を展開。
- 2011年　東日本大震災発生。震災遺児への「特別一時金」を募り、過去最高の2億847万3340円を集める。
- 2016年　アフリカの遺児に支援対象を広げる。

### ボランティア
毎回の街頭募金には、1万人を超えるボランティアが参加している。高校や中学校の生徒会、ボランティア部、JRC部、インターアクト部などが中心であるが、企業のCSR活動の一環としての参加や、個人参加も多い。希望者にはボランティア活動参加証明書が発行されている。

## 学生寮　あしなが心塾・虹の心塾
- あしなが心塾：東京都日野市百草892-1（百草園隣接）
- 虹の心塾：兵庫県神戸市東灘区本庄町1-7-3
- 遺児進学のための学生寮(短大・大学生が対象、専門学生は対象外)
- 寮費2食付月1万円
- 暖かい心、広い視野、行動力、国際性を兼ね備えた人類社会に貢献できる人の育成を目的としている。
- 最上級生以外は全員4人部屋に入る。人とのぶつかり合い・切磋琢磨が誘導される空間。
- 便所・風呂：男女別共同
- 読書感想文や英語レッスン、講座などな様々なカリキュラムがある。

## 役員など
- 玉井義臣 - あしなが運動創始者。前会長
- 村田治 - 会長。前会長代行[3][11]
- 青野史寛 - 副会長。ソフトバンク株式会社人事部長。遺児奨学生OB
- 天野聡美 - 副会長。イラストレーター。遺児奨学生OG
- 松本紘 - 副会長。理化学研究所理事長、前京都大学総長
- 堀田力 - 元副会長。公益財団法人さわやか福祉財団理事長、復興庁復興推進委員会委員、弁護士
- 村田治 - 元副会長。関西学院大学学長。遺児奨学生OB
- 樋口恵子 - 元副会長。特定非営利活動法人高齢社会をよくする女性の会理事長
- 藤村修 - 元副会長。元衆議院議員、元内閣官房長官
- 鎌田薫 - 理事。元早稲田大学総長
- 土屋恵一郎 - 理事。明治大学学長
- 松田悠介 - 理事。Teach for Japan創業者
- 副田義也 - 元理事。あしなが育英会名誉顧問、元筑波大学副学長、名誉教授
- 金木正夫 - 顧問。ハーバード大学医学部准教授。遺児奨学生OB
- 下村博文 - 元副会長。元文部科学大臣兼オリンピック担当大臣。交通遺児育英会奨学生第一期生
- 村山武彦 - 元副会長。早稲田大学理工学術院創造工学部教授。遺児奨学生OB
- 有馬朗人 - 元副会長。元文部大臣、元東京大学総長
- 近藤正晃ジェームス - 元理事。ツイッタージャパン(株)日本代表、世界経済フォーラム(ダボス会議)ヤンググローバルリーダー

## 参考資料
- 「あしなが運動と玉井義臣―歴史社会学的考察」 副田義也 岩波書店
- 「災害がにくい ―災害遺児作文集」 玉井義臣 サイマル出版会
- 「お父さんがいるって嘘ついた―ガン・闘病から死まで、遺族たちの心の叫び」 あしなが育英会 副田義也 廣済堂出版
- 「黒い虹-阪神大震災遺児たちの一年-」 あしなが育英会 編筑波大学教授 副田義也 監修 廣済堂出版
- 「自殺って言えなかった。」 自死遺児編集委員会・あしなが育英会　サンマーク出版
- 「世界の遺児 100人の夢 そして私は一人ぼっちになりました」 あしなが育英会編著 岩波ジュニア新書